# 拉孔基斯塔 (尼加拉瓜)
拉孔基斯塔（西班牙語：La Conquista）是尼加拉瓜的城鎮，位於該國西部，由卡拉索省負責管轄，始建於1899年10月4日，面積88平方公里，海拔高度175米，2005年人口3,777，人口密度每平方公里42.92人。
11°44′N 86°12′W / 11.733°N 86.200°W